# Florczaki
Florczaki (deutsch Eckersdorf) ist ein Ort in der polnischen Woiwodschaft Ermland-Masuren. Er gehört zur Gmina Łukta (Landgemeinde Locken) im Powiat Ostródzki (Kreis Osterode in Ostpreußen).

## Geographische Lage
Florczaki liegt im Westen der Woiwodschaft Ermland-Masuren, elf Kilometer südöstlich der einstigen Kreisstadt Mohrungen (polnisch Morąg) bzw. 16 Kilometer nördlich der heutigen Kreismetropole Ostróda (deutsch Osterode in Ostpreußen).

## Geschichte

### Ortsgeschichte
Eckersdorf war ein bereits in vorreformatorischer Zeit bestehendes Kirchdorf. Am 30. Juli 1874 wurde Eckersdorf Amtsdorf und damit namensgebend für einen Amtsbezirk im Kreis Mohrungen innerhalb des Regierungsbezirks Königsberg der preußischen Provinz Ostpreußen.
Im Jahre 1910 waren in Eckersdorf und seinem Ortsteil Neumannsruh (polnisch Nowaczyzna) 665 Einwohner registriert. Ihre Zahl stieg bis 1933 auf 705 und belief sich 1939 auf 685.
In Kriegsfolge kam Neumannsruh 1945 wie das gesamte südliche Ostpreußen zu Polen. Der Ort erhielt 1946 die polnische Namensform „Florczaki“ und ist heute mit dem Sitz eines Schulzenamts (polnisch Sołectwo), in das auch die Nachbarorte Nowaczyzna (Neumannsruh) und Swojki (Schwoiken) eingegliedert sind, eine Ortschaft der Landgemeinde Łukta (Locken) im Powiat Ostródzki (Kreis Osterode in Ostpreußen), bis 1998 der Woiwodschaft Olsztyn, seither der Woiwodschaft Ermland-Masuren zugehörig.

### Amtsbezirk Eckersdorf (1874–1945)
Zum Amtsbezirk Eckersdorf, der von 1874 bis 1945 bestand, gehörten anfangs zehn, am Ende aufgrund struktureller Veränderungen noch sechs Orte:
| Deutscher Name | Polnischer Name | Anmerkungen                           |
| -------------- | --------------- | ------------------------------------- |
| Eckersdorf     | Florczaki       |                                       |
| Gehlfeld       | Białka          | 1928 nach Schwenkendorf eingegliedert |
| Gubitten       | Gubity          |                                       |
| Horn           | Żabi Róg        |                                       |
| Katzendorf     | Kotkowo         | 1928 nach Schwenkendorf eingegliedert |
| Klein Luzeinen | Lusajny Małe    | 1928 nach Willnau eingegliedert       |
| Kranthau       | Kretowiny       |                                       |
| Reußen         | Ruś             |                                       |
| Schwenkendorf  | Zawroty         |                                       |
| Schwoiken      | Swojki          | 1928 nach Eckersdorf eingegliedert    |

Am 1. Januar 1945 gehörten noch die Orte Eckersdorf, Gubitten, Horn, Kranthau, Reußen und Schwenkendorf zum Amtsbezirk Eckersdorf.

## Kirche

### Kirchengebäude
Die heutige Kirche ersetzte 1796 eine 1692 eingeweihte Holzkirche, die noch 1737 dank  einer Spende König Friedrich Wilhelms I. renoviert worden war. Errichtet wurde ein schlichtes, turmloses verputztes Feldsteinbauwerk, das 1905 überholt wurde. Der Altar vom Anfang des 18. Jahrhunderts soll aus der Hospitalkirche Mohrungen stammen. Er bildet mit der Kanzel ein Ganzes. Eine Orgel erhielt die Kirche 1856. Die Glocken hängen in einem separaten Glockenstuhl. Die bis 1945 evangelische Kirche dient heute den  römisch-katholischen Gläubigen als Gottesdienstort. Sie ist seither dem Hl. Antonius von Padua gewidmet.

### Kirchengemeinde

#### Evangelisch
Bis 1945 war die Eckersdorfer Kirche Pfarrkirche für das gleichnamige evangelische Kirchspiel und gehörte zum Superintendenturbezirk Mohrungen des Kirchenkreises Mohrungen innerhalb der Kirchenprovinz Ostpreußen der Kirche der Altpreußischen Union. Eingepfarrt waren neben Eckersdorf die Orte: Gehlfeld (polnisch Białka), Horn (Żabi Róg), Katzendorf (Kotkowo), Klein Luzeinen (Lusajny Małe), Kranthau (Kretowiny), Schwenkendorf (Zawroty) und Schwoiken (Swojki).
Heute in Florczaki lebende evangelische Kirchenglieder gehören zur Kirchengemeinde Morąg (Mohrungen), einer Filialgemeinde von Ostróda (Osterode in Ostpreußen) in der Diözese Masuren der Evangelisch-Augsburgischen Kirche in Polen.

#### Römisch-katholisch
Bis 1945 gehörten die römisch-katholischen Einwohner von Eckersdorf zur Pfarrei in Osterode in Ostpreußen. Heute bildet Florczaki selber eine eigene Pfarrei, die dem Dekanat Łukta (Locken) im Erzbistum Ermland angeschlossen ist.

## Verkehr
Florczaki liegt an der verkehrsreichen Woiwodschaftsstraße 527, der früheren Reichsstraße 133, die Olsztyn (Allenstein) mit Morąg (Mohrungen) sowie Pasłęk (Preußisch Holland) verbindet und weiter bis Dzierzgoń (Christburg) führt.
Die nächste Bahnstation ist Żabi Róg (Horn) an der heutigen PKP-Linie 220 Olsztyn–Bogaczewo (deutsch Allenstein–Güldenboden) liegt. Sie endete vor 1945 in Elbing (polnisch Elbląg).